# Stuffat tal-Qarnit

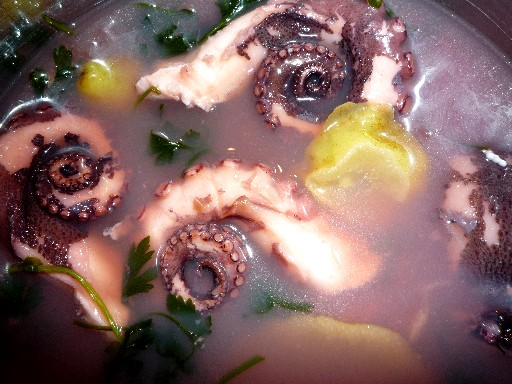
Stuffat tal-Qarnit

Stuffat tal-Qarnit (significando polvo estufado em língua maltesa) é um prato tradicional da culinária de Malta.
Tal como o nome sugere, trata-se de um prato preparado com polvo. Para além do polvo cortado em pedaços, pode incluir, entre outros ingredientes possíveis, água, cebola, alho, tomate, cenoura, azeite, azeitonas pretas, manjericão, orégão, hortelã, vinho tinto, pimenta, alcaparras e tomilho. Pode também ser temperado com caril ou nozes e sultanas.
Pode ser servido com esparguete, com batata, cozida em conjunto com o caldo, ou com pão.